# 虎鹭属
是鵜形目鹭科下的一个属。本屬物種分佈於中、南美洲，目前下屬3個物種。

## 命名歷史
本屬由英國鳥類學家威廉·斯溫森於1827年描述。其模式種指定為，即現今的栗虎鹭。其屬名來自於古希臘語的（「虎」之意）及（「身體」之意）組成。

## 下屬物種
本屬包含以下物種：
- 栗虎鹭 Tigrisoma lineatum (Boddaert, 1783)
- 裸喉虎鹭 Tigrisoma mexicanum Swainson, 1834
- 横纹虎鹭 Tigrisoma fasciatum (Such, 1825)

## 外部連結
- 维基共享资源上的相關多媒體資源：虎鹭属
- 維基物種上的相關：虎鹭属